# Diablo II: Lord of Destruction
Diablo II: Lord of Destruction  – dodatek do gry komputerowej hack and slash Diablo II. Wydany został przez firmę Blizzard Entertainment 27 czerwca 2001 roku. W rozszerzeniu został dodany nowy akt gry – bohater trafia do Harrogath, by tam stawić czoła ostatniemu demonowi z Mrocznej Trójcy – Baalowi. W 2012 roku ukazała się jej kontynuacja Diablo III.

## Rozgrywka
Rozgrywka w Diablo II: Lord of Destruction nie różni się znacząco od tej obecnej w podstawowej wersji gry, jednakże doczekała się licznych usprawnień, a dodatek rozbudował produkcję. Główną zmianą jest dodanie nowego aktu, którego zwieńczeniem jest zabicie Baala. Nowy akt pociąga za sobą konieczność wykonania sześciu nowych zadań. Kolejne istotne zmiany to dodanie dwóch nowych postaci: Zabójczyni – władająca sztukami walki i pułapkami oraz Druida – władającego żywiołami i zwierzętami mogący zmienić się w wilkołaka lub niedźwiedziołaka. Dodano również nową klasę najemnika – Barbarzyńcę, dodatkowo ulepszając przydatność najemników, od teraz awansują razem z postacią gracza. Wprowadzono także wiele rodzajów przedmiotów w tym dodano przedmioty wyłącznie dla danej klasy postaci, czy przedmioty eteryczne (nienaprawialne, posiadające jednak lepsze statystyki). Dodano również runy posiadające różnorodne właściwości, z których można układać w przedmiotach słowa runiczne zyskując dzięki temu wyjątkowe cechy. Oprócz powyższych usprawnień wprowadzono takie zmiany jak powiększenie skrzynki, nowe receptury do Kostki Horadrimów, możliwość posiadania dwóch kompletów uzbrojenia, które gracz w trakcie rozgrywki może swobodnie zmieniać. Ponadto dodano wiele nowych potworów.